# Lars Elstrup
Lars Elstrup (Råby, 1963. március 24. –) Európa-bajnok dán válogatott labdarúgó.

## Pályafutása

### Klubcsapatban
1981-ben a Randers Freja csapatában kezdett futballozni, ahol négy évet töltött. 1986-ban a Brøndby játékosa volt. 1986 és 1988 között a Feyenoord együttesében játszott. 1988-ban az Odense igazolta le, mellyel 1989-ben megnyerte a dán labdarúgókupát. 1989 és 1991 között Angliában a Luton Town csapatában játszott. 1991 és 1993 között ismét az Odense labdarúgója volt. 

### A válogatottban
1988 és 1993 között 34 alkalommal szerepelt a dán válogatottban és 13 gólt szerzett. Tagja volt az 1992-es Európa-bajnokságon győztes válogatott keretének.

## Sikerei, díjai
Odense BK
- Dán másodosztályú bajnok (1): 1989
- Dán kupagyőztes (1): 1992–93

Dánia
- Európa-bajnok (1): 1992